# Criptococosis
La Criptococosis es una micosis sistémica, generalmente oportunista. Es producida por Cryptococcus neoformans la mayoría de las veces, aunque también puede ser producida por Cryptococcus gattii.

## Etiopatogenia
La criptococosis es una enfermedad oportunista generada por hongos del género Cryptococcus. Generalmente en la población inmunocompetente no se genera el cuadro, y solo es en los imnunodeprimidos, como los pacientes VIH positivos o los trasplantados, donde aparece el cuadro. Aunque bien es verdad que cada individuo parece tener una predisposición individual a padecerlo.
El hongo está en suelos contaminados con heces de aves. La transmisión es por inhalación. Al respirar el hongo entra por la vía respiratoria y llega a los pulmones, donde puede generar la infección o diseminarse, siempre y cuando el sistema inmune no esté en condiciones adecuadas. También puede pasar por vía linfática a órganos principales, como el sistema nervioso central, y producir la muerte.
De modo que los individuos con riesgo de infectarse son los que presentan estas características:
- VIH
- Tratamiento prolongado con corticoides
- Trasplantados con terapia inmunosupresora
- Pacientes con neoplasias

## Cuadro clínico
Las lesiones no son debidas al propio hongo sino que son provocadas por la propia reacción inmune. Fundamentalmente hay lesiones en los pulmones y en el cerebro.
- Criptococosis pulmonar:

En inmunocompetentes es totalmente asintomático, pero hay que resaltar que a veces pueden producirse condensaciones pulmonares. Estas condensaciones, vistas en una radiografía de tórax, pueden confundirse con una neoplasia de pulmón. Por lo tanto, es importante hacer un diagnóstico diferencial de ellas.
En inmunodeprimidos se aprecia en la radiografía de tórax un infiltrado intersticial (patrón intersticial) a lo largo de las bases pulmonares. Hay un intercambio gaseoso inadecuado y, por tanto, hipoxia. Los pacientes presentan tos productiva, disnea, fiebre y pérdida de peso.
- Criptococosis en SNC:

En los años ochenta y noventa muchos pacientes seropositivos fallecían de una meningoencefalitis de origen desconocido, con atrofia cortical. Se pensaba que tenían cuadros psiquiátricos y no se pensaba en infección. El problema del criptococo es que durante muchas semanas no da síntomas y, por eso, el cuadro meníngeo es de difícil diagnóstico.
En niños puede producir la muerte.
- Cuando se produce Micosis sistémica puede afectar directamente al hígado y al bazo.

También pueden darse cuadros diseminados, mucho más graves, con afectación cutánea, ósea, etc.

## Diagnóstico
Tinción con tinta china. https://www.ncbi.nlm.nih.gov/pmc/articles/PMC3820360/

## Tratamiento
En pacientes inmunocompetentes no hay que hacer ningún tratamiento, ya que la enfermedad es autolimitada. Si hay presentación de síntomas puede administrarse Anfotericina B, Fluconazol o Itraconazol.
En inmunodeprimidos hay que administrar de manera intravenosa Anfotericina B+ 5-Flurocitosina.